# 窯灣天主堂
窯灣天主堂是中國江蘇省徐州新沂市的一家天主教聖堂，位於窯灣鎮。

## 歷史
聖堂始建於1909年，時屬江南代牧區的總鐸區，1946年，中國實行聖統制，改屬徐州教區之下，由美籍米西剛神父任本堂。
中共建政後，外國神父修女被逐，改由國籍神父牧養。1957年聖堂被充公，神父修女被逐。1966年，教堂內部柱子及鐘樓被惡意破壞；十年後，教堂成為危房，並在一場龍捲風中徹底倒坍並砸死數百人。
2011年，新沂市駱馬湖旅遊有限公司以開發旅遊為名，在老教堂遺址上籌資1,000萬元人民幣重建新堂。2013年10月23日祝聖重開。聖堂產權屬旅遊公司，管理權和使用權則歸徐州教區。

## 建築特色
聖堂含主堂和修女堂，並擁有房屋二百間、以及近四十公尺高的尖塔樓。堂後方有「聖藝閣」，作為宗教用品展示室。裡面陳列天主教聖像、服飾、聖爵等器皿，也是全國少有擁有宗教展廳的教堂。